# باولو أوتشيلو
باولو أوتشيلو (بالإيطالية: Paolo Uccello)‏ ولد باولو دي دونو (1397 - 10 ديسمبر 1475) وهو رسام وعالم رياضيات فلورنسي عرف بعمله الرائد في الرسم المنظوري المرئي في الفن. كتب جورجو فازاري في في كتابه حياة أمهر الرسامين والنحاتين والمهندسين المعماريين أن أوتشيلو كان مهووسًا باهتمامه بالرسم المنظوري وأنه كان يفضل البقاء مستيقظًا طوال الليل لمعرفة تحديد نقطة التلاشي. بينما استخدم أقرانه المعاصرين الرسم المنظوري لروي قصص مختلفة أو متتالية، استخدم أوتشيلو الرسم المنظوري لخلق شعور عميق في لوحاته. من أبرز أعماله المعروفة هي اللوحات الثلاث التي تمثل معركة سان رومانو، سُميت هذه اللوحات بالخطأ بمعركة سان إيجيديو عام 1416 لفترة طويلة من الزمن.
عمل باولو بتقليد الفن القوطي الحديث للتأكيد على الألوان والعظمة بدلًا من الواقعية الكلاسيكية التي برز فيها رسامون آخرون. يوصف أسلوبه بأنه غير اعتيادي. كان له بعض التأثير على فن القرن العشرين والنقد الأدبي (على سبيل المثال في الحياة الخيالية لمارسيل شوب، وأوتشيلو لو بيل لأنطوانين أرتو).

## مطلع حياته وتدريبه
تعد المصادر عن حياة باولو أوتشيلو قليلة: كتب جورجو فازاري عن سيرته الذاتية بعد 75 سنة من وفات باولو أوتشيلو، هناك القليل من المستندات الرسمية في الوقت الراهن. بسبب نقص المصادر فحتى تاريخ ميلاده يُشكك في صحته. يُعتقد أن أوتشيلو ولد في براتوفيكيو ستيا في 1397، وتشير الإقرارات الضريبية في بعض السنوات إلى أنه ولد عام 1397، لكن في عام 1446 ادُعي أنه ولد عام 1396. كان والده دونو دي باولو حلاقًا جراحًا من براتوفيكيو ستيا بالقرب من أريستو؛ كانت والدته أنتونيا من نبلاء فلورنسا. جاء اسمه المستعار أوتشيلو من شغفه لرسم الطيور.
من 1412 حتى 1416 تلقى تدريبه المهني من النقاش المشهور لورنزو جبرتي. صمم جبرتي الأبواب في بيت العماد في فلورنسا، كانت ورشته المركز الرئيسي للفن الفلورنسي في ذلك الوقت. تأثر باولو بأسلوب الفن القوطي الحديث والوصف والتشكيل النحتي. بحلول هذا الوقت بدأت صداقة باولو طويلة الأمد مع دوناتيلو. في 1414 قُبل أوتشيلو في نقابة الرسامين، مؤسسة القديس لوكا، وبعد عام واحد، في 1415 انضم إلى نقابة الرسامين الرئيسية في فلورنسا «نقابة فن الأطباء والعطارين». على الرغم من أن أوتشيلو الشاب ترك ورشة جبرتي في منتصف 1420 إلا أنه بقي على علاقة طيبة مع معلمه وقد يكون اطلع على خصوصية تصاميم جبرتي على الدفعة الثانية للأبواب في بيت العماد، بوابات الجنة. صورت هذه البوابات مشهد معركة «ولعلها أثرت في ذهن أوتشيلو الشاب» ومنها استوحى لوحته الشهيرة معركة سان رومانو.

## مسيرته المهنية
وفقًا لفازاري، كانت أول لوحة من رسم أوتشيلو هي لوحة القديس أنطوني بين القديسين كوسماس وداميانوس. لاحقًا رسم شخصيتين من دير راهبات انالينا. بعد ذلك بوقت قصير رسم ثلاث تصويرات جصية في مشهد من حياة القديس فرنسيس فوق الباب الأيسر لكنيسة سانتا ترينيتا. رسم لكنيسة سانتا ماريا ماجوري تصويرًا جصيًا للبشارة. رسم في تصويره الجصي أبنية كبيرة مع أعمدة في منظورها الصحيح. وفقًا لفازاري، وجد الناس في هذا التصوير إنجازًا رائعًا وكبيرًا لأنه كان أول مثال لكيفية استخدام الخطوط بمهارة لإظهار الحجم والمنظور. ونتيجة لهذا أصبح نموذجًا للفنانين الذين أرادوا صنع وهم من المساحة وذلك لتعزيز الواقعية في لوحاتهم.
رسم باولو الأرواح لآباء الكنيسة في أديرة كنيسة سان مينياتو، التي تقع على تل يطل على فلورنسا. وفقًا لفازاري اعترض باولو عن طريق الهروب على الوجبات المملة لفطائر الجبن وحساء الجبن التي يقدمها رئيس الدير، وعاد لإكمال عمله بعد أن وعده رئيس الدير بوضع حمية غذائية أكثر تنوعًا.
بحلول عام 1424 كان يكسب أوتشيلو قوت عيشه من عمله كرسام. في تلك السنة أثبت أوتشيلو نضوجه الفني برسم مشاهد من الخلق والطرد، التي تضررت بشدة الآن، للدير الأخضر لكنيسة سانتا ماريا نوفيلا في فلورنسا. سمح له هذا التكليف برسم العديد من الحيوانات بأسلوب مفعم بالحيوية. نجح أيضًا برسم الأشجار وبألوانها الطبيعية. كانت تعد هذه مهارة صعب الوصول إليها من قبل أسلافه، لذلك بدأ أوتشيلو بالحصول على سمعة برسم المناظر الطبيعية.
وتابع برسم مشاهد من الطوفان، وقصة سفينة نوح، وتضحيات نوح وترنح نوح. جلبت له هذه المشاهد شهرة كبيرة في فلورنسا.
في 1425 سافر أوتشيلو إلى البندقية حيث عمل على فسيفساء الجزء الأمامي في كنيسة سان ماركو، التي فُقدت جميعها منذ ذلك الحين. خلال هذا الوقت رسم بعض الفسيفساء على كاتدرائية براتو وفي بولونيا. يقترح البعض أنه زار روما مع صديقه دوناتيلو قبل العودة إلى فلورنسا في 1431. بعد عودته بقي أوتشيلو في فلورنسا لبقية حياته، نفذ أوتشيلو العديد من الأعمال لمختلف الكنائس ورعاياها.

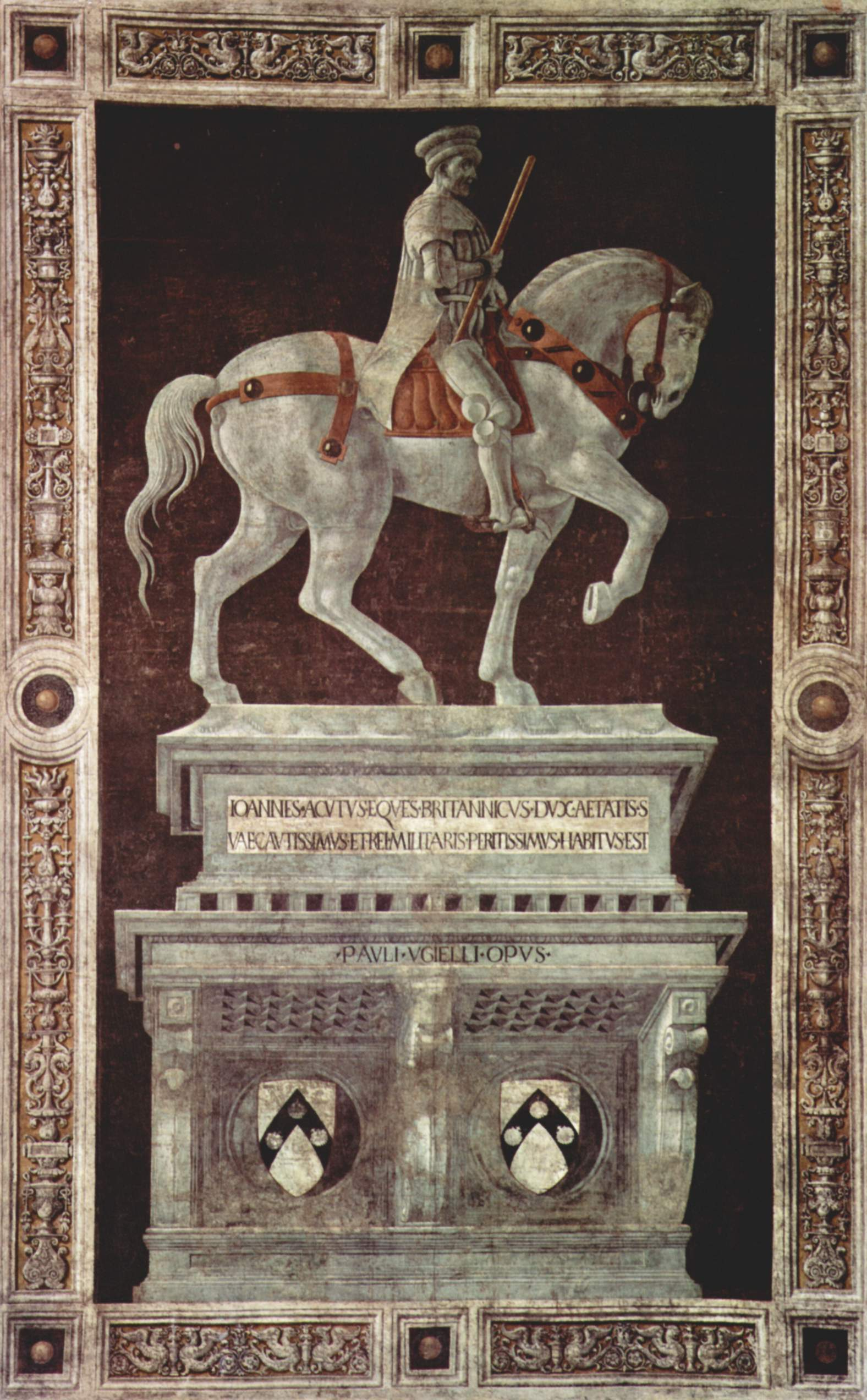
تمثال السير جون هوكوود

لم يقل الاهتمام بأوتشيلو على الرغم من مغادرته لفلورنسا. في 1432 طلب مكتب الأعمال من سفير فلورنسا في البندقية الاستفسار عن أوتشيلو بعد انتشار سمعته كفنان. في 1436 كُلف بعمل لوحة جصية أحادية اللون للسير جون هوكوود. يمثل هذا النصب التذكاري اهتمامه الشديد بالرسم المنظوري. يُعرض الكوندوتييرو وفرسه وكأن التصوير الجصي نحت مرئي من الأسفل.
يُعتقد على نطاق واسع أنه مؤلف التصويرات الجصية في قصص عن العذراء وقصة القديس ستيفن في كنيسة ديلاستونا، فلورنسا، لذلك من المرجح أنه مر بالقرب من براتو بين 1435 و 1440. لاحقًا في 1434، رسم الشخصيات على ساعة الدومو. في العام ذاته في ذلك الوقت وبالاستمرار في عام 1444 صمم القليل من نوافذ الزجاج الملون للكنيسة ذاتها. في عام 1444 عمل أيضًا في بادوفا وسافر إلى بادوفا مجددًا عام 1445 بدعوة من دوناتيلو.
بالعودة في فلورنسا لعام 1446 رسم مراكز الصليب الخضراء ومجددًا لدير كنيسة سانتا ماريا نوفيلا. رسم في حوالي عام 1447 - 1454 مشاهد الحياة الرهبانية لكنيسة سان مينياتو أل مونت، فلورنسا.
بحوالي منتصف 1450، رسم لوحاته الثلاث الأكثر شهرة، تصور اللوحات معركة سان رومانو في قصر الأطباء في فلورنسا لإحياء انتصار الجيش الفلورنسي على السينس عام 1432. تمتد أشكال الرسم المنظوري بصورة استثنائية في العديد من مستويات أوتشيلو لإبراز براعته كرسام، ويقدم تكوين مرئي منظم يظهر فوضى مشهد المعركة.
بحلول عام 1453 تزوج أوتشيلو من توماسا مالفيتشي. هذه معلومة معروفة لأن في تلك السنة ولد دوناتو (سمّي بعد دوناتيلو). بعد ثلاث سنوات في 1456 أنجبت زوجته ثلاث بنات، أنتونيا. أنتونيا أوتشيلو (1456-1491) كانت راهبة كرملية، قال جورجو فازاري عنها «إنها فتاة تجيد الرسم» ويشار إليها على أنها «محبوبة»، وعلى أنها رسامة في شهادة وفاتها. بقي أسلوبها ومهاراتها لغزًا بسبب عدم وجود هذه الأعمال.
من 1465 إلى 1469 ذهب أوتشيلو مع ابنه دوناتو إلى أوربينو من أجل أخوية مجموعة الممالك، أخوية العامة. خلال ذلك الوقت رسم لوحات مركبة لمذبحهم الجديد معجزة المضيف المدنس. (تمثل اللوحة الرئيسية «قربان الرسل المقدس» كُلف بها جستس فان جنت وانتهت عام 1474). تتألف لوحة أوتشيلو المركبة من ستة مشاهد طبيعية دقيقة تتعلق بخرافة معاداة السامية تدنيس المضيف، وهي مبنية على حدث يُفترض أنه حصل في باريس عام 1290.

## أعماله

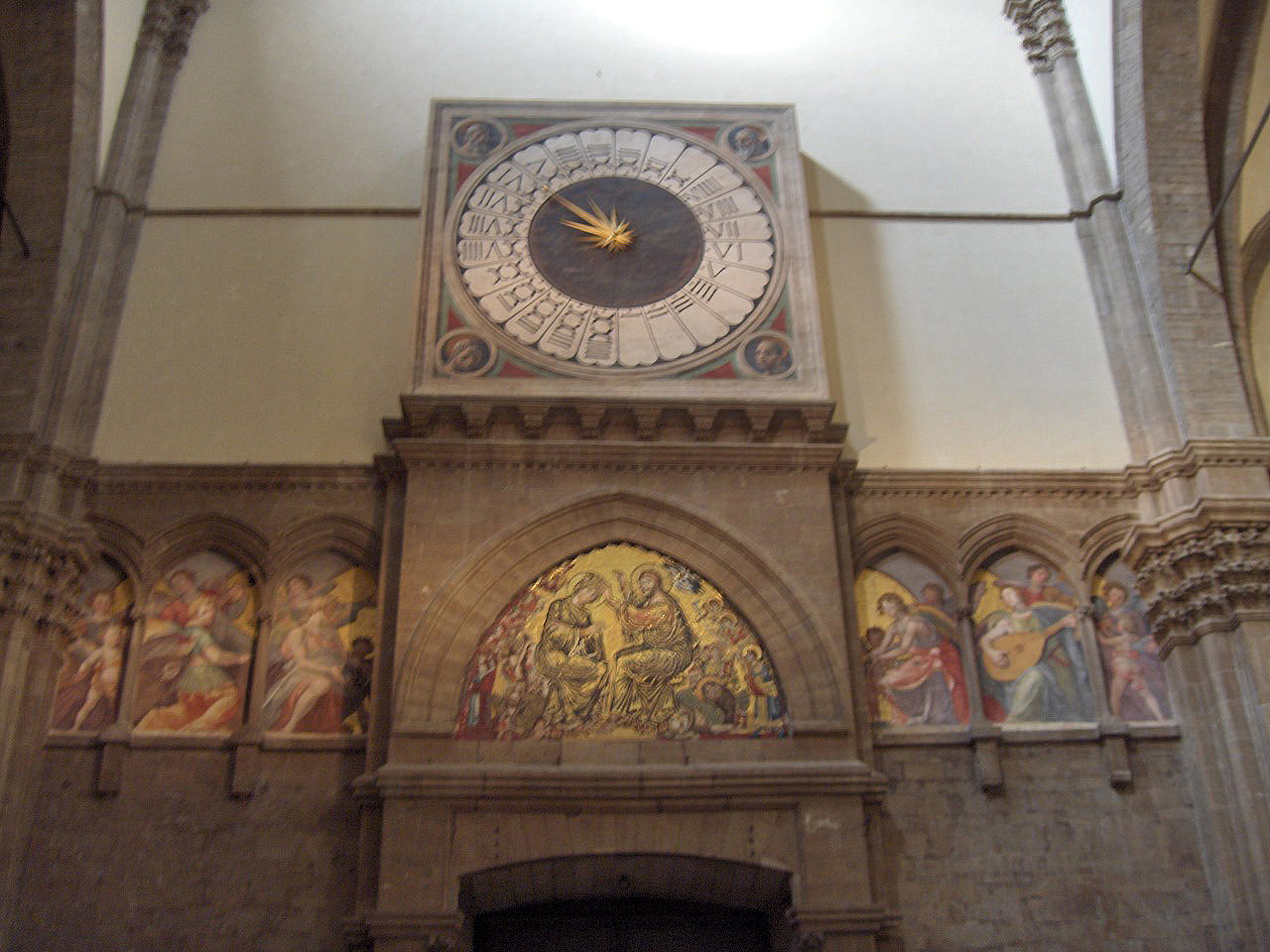
الساعة في كاتدرائية فلورنسا

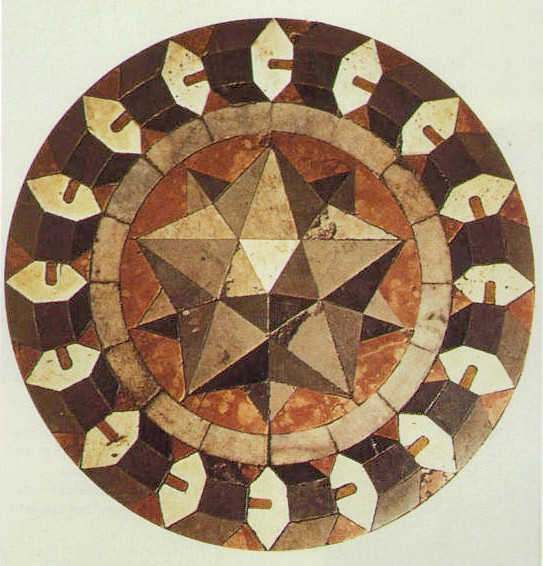
فُسيفساء رخامية على أرضية كنسية سان ماركو

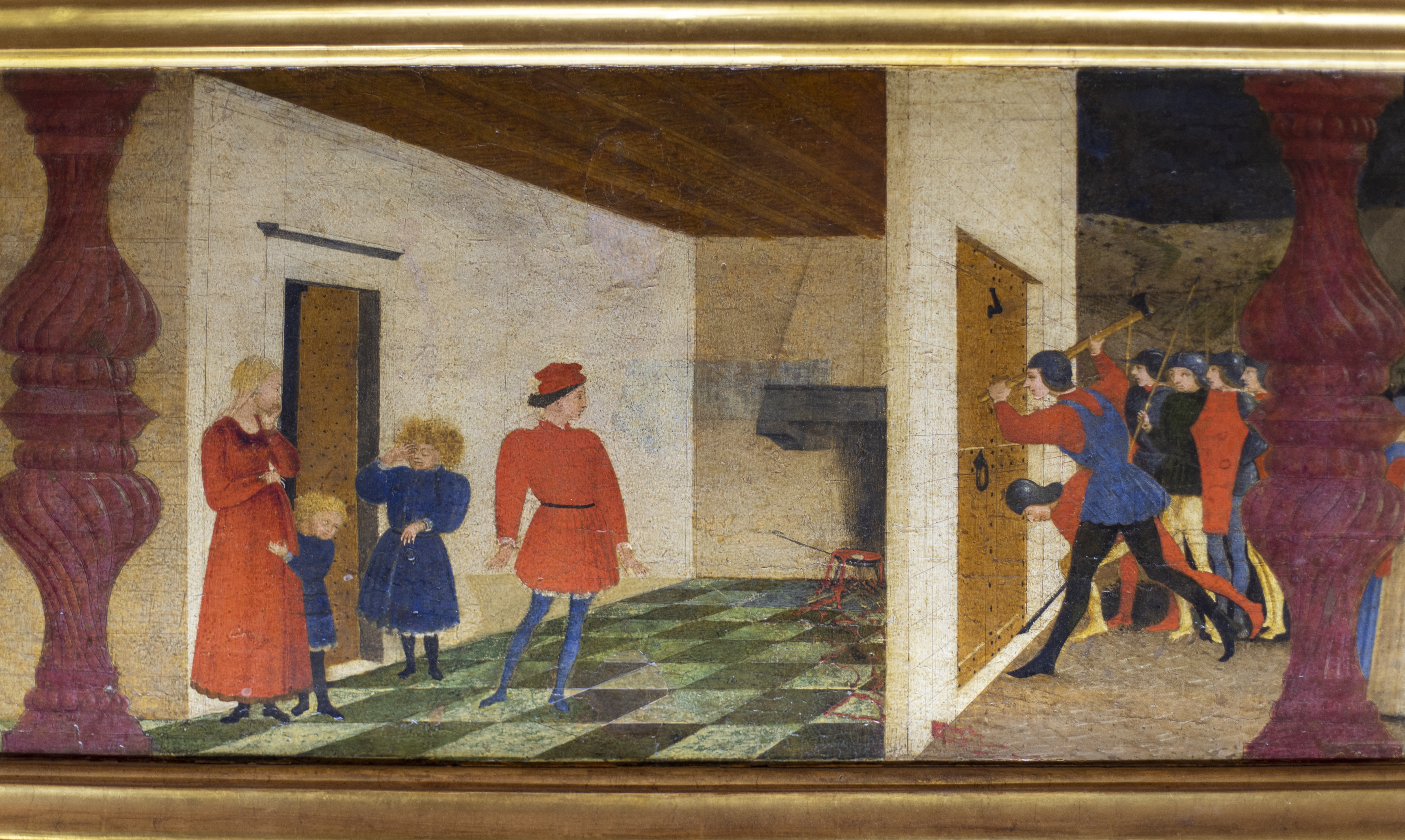
مشهد من رواية "جثمان القديس" لباولو أوتشيلو (حوالي 1465-1468)، تدور أحداثها في منزل أحد سماسرة الرهن اليهود.

يتحفظ جون بوب-هينيسي أكثر من الكتّاب الإيطاليين بكثير. ويعزو بعضًا من الأعمال التي في الأسفل إلى «المعلم براتو» و«المعلم كارلسروه». معظم التواريخ في هذه القائمة مشتقة من المقارنة الأسلوبية بدلًا من الوثائق.
- بشارة العذراء ( 1420 - 1425) متحف أشموليا، أوكسفورد.
- الصلب مع ملاكين (1423) المجموعة الخاصة.
- الخلق والسقوط (1424 - 1425).
- عشق المجوس (1431 - 1432) قاعة فنون الولاية، كارلسروه.
- القديس جورج يذبح التنانين (1430) معرض فيكتوريا الوطني، ملبورن.

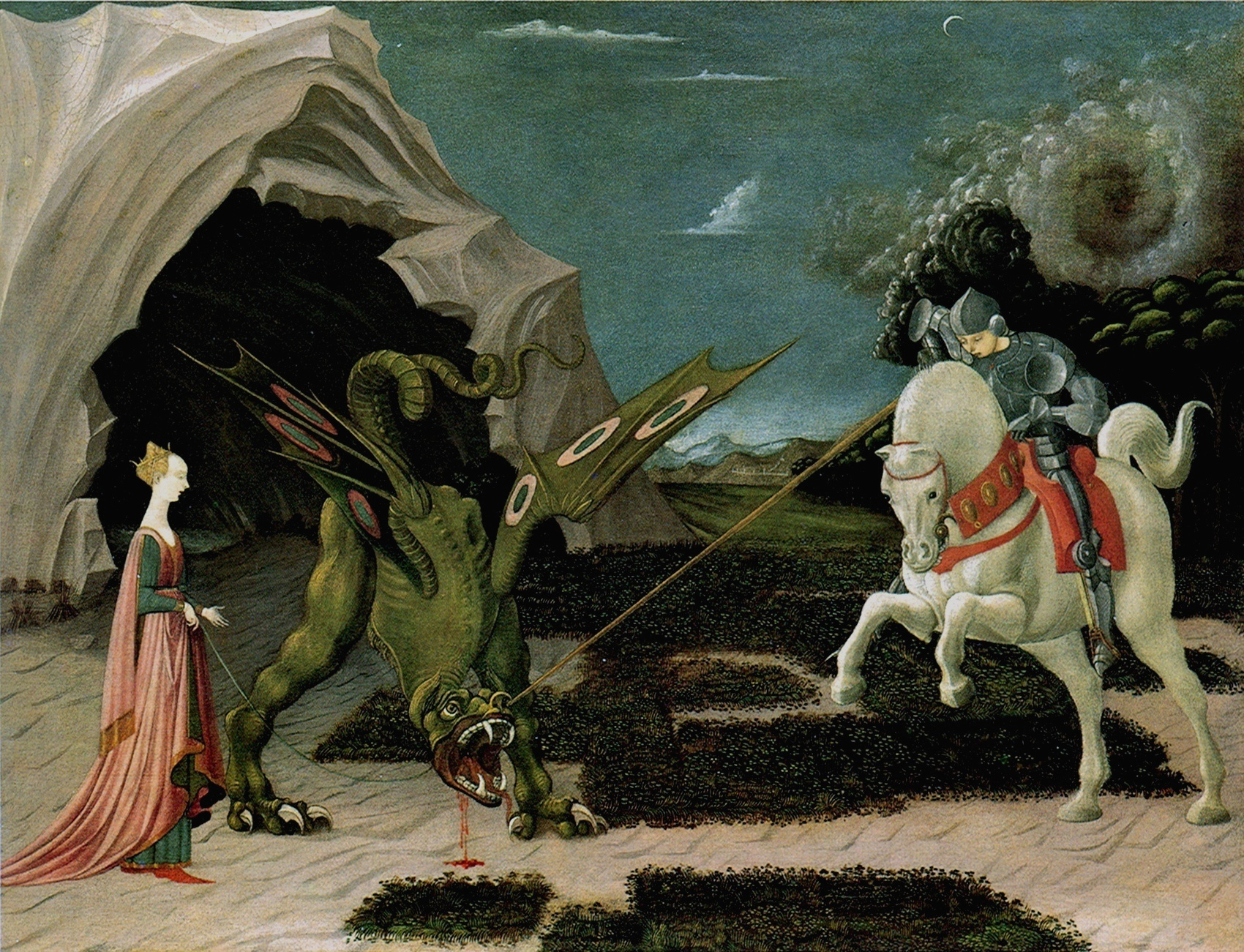
القديس جورج والتنين

- معركة سان رومانو.القديس جورج والتنين

## وصلات خارجية
- باولو أوشيلو على موقع الموسوعة البريطانية (الإنجليزية)
- باولو أوشيلو على موقع ميوزك برينز (الإنجليزية)
- باولو أوشيلو على موقع إن إن دي بي (الإنجليزية)
- باولو أوشيلو على موقع ديسكوغز (الإنجليزية)
- باولو أوتشيلو - معرض أعمال على الويب
- دليل فنون فلورنسا: باولو أوتشيلو
- أعمال بريشة باولو أوتشيلو